# Naoki Tanaka
Naoki Tanaka (田中 直基 Tanaka Naoki?, Osaka, 29 de marzo de 1993) es un futbolista japonés que juega como delantero en el Atletico Suzuka Club.

## Trayectoria

### Clubes
| Club                     | País  | Año       |
| ------------------------ | ----- | --------- |
| F. C. Osaka              | Japón | 2015-2017 |
| Azul Claro Numazu        | Japón | 2018-2020 |
| Blaublitz Akita (cedido) | Japón | 2020      |
| F. C. Osaka              | Japón | 2021-2024 |
| Atletico Suzuka Club     | Japón | 2025-     |